# Carrozze SNCF tipo UIC-Y
Le carrozze tipo UIC-Y erano una serie di carrozze passeggeri delle ferrovie francesi (SNCF), costruite a partire dal 1963 sulla base dello standard unificato europeo Y, a sua volta basato su una serie di carrozze-prototipo delle ferrovie italiane, rimasta senza seguito.
Le UIC-Y furono ordinate dalla SNCF alle industrie De Dietrich & Cie e CIMT Lorraine. Alcune unità furono ordinate dalle ferrovie lussemburghesi (CFL), ma vennero rivendute alla SNCF dopo alcuni anni.
Le UIC-Y furono costruite in diversi allestimenti:
- di 1ª classe;
- di 1ª classe con bagagliaio;
- miste di 1ª e 2ª classe;
- di 2ª classe;
- di 2ª classe con bagagliaio;
- cuccette miste di 1ª e 2ª classe;
- cuccette di 2ª classe.

Furono destinate a servizi rapidi di prestigio, fra i quali si ricorda il Capitole Parigi-Tolosa, per il quale vestirono una speciale livrea rossa.
A partire dalla fine degli anni settanta furono destinate a servizi di minore importanza, spodestate dalle nuove carrozze Corail.
Alcune unità furono poi cedute alle ferrovie belghe (SNCB), olandesi (NS) e montenegrine (ŽCG).